# (27178) Quino
(27178) Quino est un astéroïde de la ceinture principale.

## Description
(27178) Quino est un astéroïde de la ceinture principale. Il fut découvert par le programme OCA-DLR Asteroid Survey (ODAS) le 21 janvier 1999 à Caussols. Il présente une orbite caractérisée par un demi-grand axe de 2,25 UA, une excentricité de 0,049 et une inclinaison de 4,69° par rapport à l'écliptique.
Il fut nommé en hommage au dessinateur argentin Joaquín Salvador Lavado Tejón (1932-2020), créateur du personnage Mafalda, connu sous le nom de plume Quino.

## Compléments